# 小猫钓鱼
《小猫钓鱼》是一部中国上海美术电影制片厂制作的一部黑白动画短片。

## 剧情简介
小猫妙妙和咪咪是一对姐弟俩。一天他们跟妈妈去河边钓鱼，妙妙坐在妈妈身旁，专心致志地垂钓，咪咪却一边钓一边玩耍。结果，猫妈妈和妙妙钓到了很多鱼，咪咪却一条鱼也没钓到……